# Cara de queso —mi primer ghetto—
Cara de queso —mi primer ghetto— es una película argentina del año 2006 escrita y dirigida por Ariel Winograd, en su debut cinematográfico. Basado en las experiencias personales de la infancia de Winograd, el largometraje cuenta la historia de Ariel, un joven judío que vive con su familia en un country club en el que es marginado por sus pares y apodado "Cara de queso" peyorativamenre. El amplio elenco incluye a Sebastian Montagna en el papel de Ariel, junto a Nicolás Torcanowsky, Tomás Kuselman, Mercedes Morán, María Vaner, Carlos Kaspar, Juan Manuel Tenuta y Martín Piroyansky entre otros.

## Argumento
Es la historia de cuatro chicos judíos durante unos días de verano en el country al que sus padres los llevaban, en las afueras de Buenos Aires, en 1993. Dentro del club, los cuatro se definen como outsiders, puesto que no participan de las actividades deportivas que ahí se practican y por ende no encajan en la lógica que gobierna el lugar, siendo permanentemente maltratados y acosados por el resto de los niños de su edad.

## Reparto
- Sebastián Montagna como Ariel, un joven judío de trece años marginado por otros chicos del country y apodado despectivamente "Cara de queso". Está basado en Ariel Winograd, el guionista y director de la película.
- Nicolás Torcanowsky como Coper, uno de los amigos de Ariel. Es un chico gordo, por lo que suele ser objeto de agresiones e insultos por parte de otros jóvenes de El Ciervo.
- Mercedes Morán como Lilí, la madre de Ariel. Dentro del country se dedica a bailar rikudim (danzas tradicionales judías). Demuestra preocuparse muy poco por sus propios hijos y por la mayoría de sus familiares.
- Carlos Kaspar como Raúl, el padre de Ariel y marido de Lilí. Frecuentemente aparece escuchando la radio o mirando la televisión y no le interesa integrarse a las actividades deportivas que rigen la vida social en el country.
- María Vaner como Chola, la abuela paterna de Ariel. Una ávida jugadora de burako, no soporta los malos tratos que recibe de su nuera Lilí. Tiene la costumbre de regalarle dinero a Ariel cuando se lo encuentra.
- Juan Manuel Tenuta como Moisés ("Mollo"), el abuelo paterno de Ariel. Ocasionalmente jugador de golf y dominado por Chola, su esposa (quien varias veces lo llama a través de un handy), le advierte a sus nietos sobre el riesgo de formar una familia judía. Está implicado que sobrevivió al Holocausto.
- Nicolás Condito como Michi, un amigo de Ariel. Pasa la mayor parte de la película con un brazo enyesado.
- Fermín Volcoff como el Ruso, un amigo de Ariel. Es quien tiene la iniciativa de tener sexo, y en una escena intenta abusar de su "shikse" (empleada doméstica).
- Martín Piroyansky como David, el hermano mayor de Ariel. Fanático del deporte, se pelea seguido con su hermano menor (y es uno de los tantos habitantes del country que lo llaman "[Cara de] queso"). Está de novio con Romina, con quien planea casarse.
- Julieta Zylberberg como Romina, la novia de David. Está fuertemente enamorada de él, pero no soporta sus intentos de tener su primera vez antes de casarse.
- Martina Juncadella como Natalia, la hermana de Ariel y David. Le gusta patinar y vender manualidades, aunque tiene poco éxito en comparación a su mejor amiga, Ruthi.
- Nahuel Pérez Biscayart como Felman, un adolescente con una visible discapacidad intelectual que está enamorado de Natalia.
- Inés Efron como Ruthi, la mejor amiga de Natalia. Su mayor preocupación es encontrar un novio judío, e intenta convencerla a Natalia de hacer lo mismo.
- Daniel Hendler como Vercovich, el responsable de deportes del country. Sus intentos de hacer que los socios vistan los conjuntos deportivos de El Ciervo casi siempre son infructuosos, y otros jóvenes lo humillan frecuentemente.
- Federico Luppi como el arquitecto Lázaro Garchuni. Él denuncia la agresión ocurrida al principio de la película y es citado a declarar, pero fallece nadando en la pileta unos días antes del juicio.
- Silvia Pérez como la Sra. Garchuni, la esposa del arquitecto Lázaro Garchuni. Tiene un romance a espaldas de su marido con el presidente del country.
- Carlos Santamaría como el presidente del country.
- Tomás Kuselman como Alma. Un chico de familia adinerada, él y sus amigos suelen molestar al grupo de Ariel. Es él quien agrede a Coper al inicio de la película, desencadenando la trama principal.
- Carlos Bermejo como el papá de Alma. Es un hombre corrupto y abusivo, que golpea a su propio hijo y amenaza a Ariel y a sus amigos para que no hablen en su contra.
- Susú Pecoraro como la mamá de Felman, una mujer seductora por quien Coper siente una fuerte atracción.
- Felipe Colombo como Gustavo, el mejor amigo de David.
- Sergio Denis hace una aparición especial dando un concierto en el country.